# Liste von Militärs/C

## Ca

### Cad
- Cadogan, William Cadogan, 1. Earl (1675–1726), britischer General; Marlboroughs Stabschef bei Höchstädt/Blenheim
- Cadorna, Luigi Graf (1850–1928), italienischer General und Chef des italienischen Generalstabes im Ersten Weltkrieg; Marschall
- Cadorna, Raffaele, der Ältere, (1819–1897), italienischer General
- Cadorna, Raffaele, der Jüngere, (1889–1973), italienischer General; 1945 Generalstabschef des italienischen Heeres
- Cadoudal, Georges (1771–1804), französischer General und Chef der Chouans im französischen Revolutionskrieg; hingerichtet; postum Marschall von Frankreich

### Cae
- Caesar, Gaius Iulius (100–44 v. Chr.), römischer Feldherr, Staatsmann und Autor

### Cam
- Cambridge, Adolph Friedrich, Herzog von (1774–1850), britischer Feldmarschall, Vizekönig von Hannover
- Cambridge, George, Herzog von (1819–1904), Sohn des vorigen, britischer Feldmarschall, Oberbefehlshaber der Armee
- Cambriels, Albert (1816–1891), französischer General und Freikorpsführer
- Cambronne, Pierre (1770–1842), französischer General in der Zeit des Empire; Militärkommandant der Insel Elba 1814/15; Kommandeur der Garde bei Waterloo 1815
- Cameron, Charles Duncan (1825–1870), britischer Offizier und Konsul in Abessinien
- Camillus, Marcus Furius (446–365), römischer Soldat und Diktator
- Campa, Joe R., US-Amerikaner, 11. Master Chief Petty Officer of the Navy
- Campbell, Sir Archibald, (1769–1843), britischer General
- Campbell, Sir Colin (1754–1814), britischer Generalleutnant, amtierender Gouverneur (für den Herzog von Kent) der Kronkolonie Gibraltar
- Campbell, Sir Colin, 1. Baron Clyde, G.C.B., (1792–1863), britischer Feldmarschall in Indien und auf der Krim
- Campenon, Jean-Baptiste Marie Edouard, (1819–1891), französischer General und Kriegsminister
- Campioni, Inigo (1878–1944), italienischer Admiral und Senator; Flottenchef; hingerichtet

### Can
- Canaris, Wilhelm (1887–1945), deutscher Admiral und Widerstandskämpfer; Chef der deutschen Abwehr; hingerichtet
- Canby, Edward Richard Sprigg (1817–1873), General der Nordstaaten im Amerikanischen Bürgerkrieg und gegen die Indianer
- Cancrin, Georg Graf (1774–1845), deutsch-russischer General und Staatsmann
- Canitz und Dallwitz, Karl Freiherr von (1787–1850), preußischer Generalleutnant und Staatsmann
- Canrobert, François-Certain (1809–1895), Marschall von Frankreich
- Canstein, Philipp Carl Freiherr von (1804–1877), königlich-preußischer General der Infanterie, Ritter des Ordens Pour le Mérite
- Canstein, Raban Freiherr von (1906–2005), deutscher Bundeswehrgeneral
- Canto d’Irles, Joseph (1731–1797), österreichischer Feldmarschalleutnant schottischer Abstammung; Verteidiger der Festung Mantua gegen Napoléon

### Cao
- Cao Cao (155–220), chinesischer Kriegsherr, Politiker, Dichter
- Cao Chun (170–210), chinesischer General
- Cao Hong (169–233), chinesischer General
- Cao Ren (168–223), chinesischer General
- Cao Zhang (189–223), chinesischer General
- Cao Zhen (185–231), chinesischer General

### Cap
- Capellen, Theodorus Frederik (1762–1824), holländischer Seeoffizier
- Caprara, Äneas Sylvius, (1631–1701), kaiserlicher Generalfeldmarschall
- Caprara, Albert Graf von (1627–1691), österreichischer General
- Caprivi, Leo Graf von (1831–1899), deutscher General und Staatsmann, Reichskanzler

### Car
- Caratacus († 54), Militärführer der Kelten Britanniens
- Carausius († 293), römischer Usurpator
- Carden, Sir Sackville Hamilton (1857–1930), britischer Admiral; Befehlshaber der Seestreitkräfte bei der Dardanellenoperation 1915
- Cardigan, James Thomas Brudenell, 7. Earl of (1797–1868), britischer General im Krimkrieg, Kommandeur der leichten Brigade
- Carleton, Guy, 1. Baron Dorchester, (1724–1808), britischer General; Gouverneur der Provinz Québec
- Carlowitz, Adolph von (1858–1928), deutscher (sächsischer) General
- Carmagnola, Francesco Bussone da (1390–1432), italienischer Condottiere, hingerichtet
- Carrascosa, Michele (1774–1852), neapolitanischer General
- Carrera, José Miguel (1785–1821), südamerikanischer Militär und Politiker
- Carstens, Peter Heinrich (* 1937), deutscher Bundeswehr- und NATO-General
- Carton de Wiart, Adrian (1880–1963), britischer Generalleutnant
- Cartwright, James E. (* 1949), US-amerikanischer General, US Marine Corps

### Cas
- Casabianca, Luc-Julien-Joseph (1762–1798), französischer Marineoffizier; Kommandant der Orient in der Schlacht bei Abukir, 1. August 1798
- Casey junior, George W. (* 1948), US-amerikanischer General, Kommandeur der Koalitionstruppen im Irak, während und nach dem Dritten Golfkrieg
- Castaños y Aragorri, Don Francisco Javier de, duque de Bailén, (1756–1852), spanischer General und Vormund der Königin Isabella
- Castellane, Boniface, comte de (1788–1862), französischer General; Marschall von Frankreich
- Castelnau, Henri-Pierre-Abdon (1814–1890), französischer General; Generaladjutant Napoleons III.
- Castelnau, Noël de (1851–1944), französischer General im Ersten Weltkrieg; 1911–14 und 1915/16 Chef des Generalstabs
- Castro, João de (1500–1548), portugiesischer Admiral

### Cat
- Cathcart, Charles Murray Cathcart, 2. Earl (1783–1859), britischer General, Sohn des vorigen
- Cathcart, Sir George (1794–1854), britischer Generalleutnant, gefallen in der Schlacht bei Inkerman, Bruder des vorigen
- Cathcart, William Shaw, 1. Earl (1755–1843), britischer General und Diplomat
- Cathelineau, Jacques, gen. „le Saint d’Anjou“, (1759–1793), französischer Rebellenführer und General
- Catinat, Nicolas (1637–1712), Marschall von Frankreich
- Catroux, Georges (1877–1969), französischer General und Diplomat, Generalgouverneur von Französisch-Indochina, Generalgouverneur von Algerien, Nordafrikaminister

### Cau
- Caulaincourt, Armand de, Herzog von Vicenza, (1772–1827), französischer General und Diplomat; Gesandter in Russland; Adjutant und Großstallmeister Napoléons; Außenminister
- Caulaincourt, Auguste (1777–1812), französischer Divisionsgeneral; gefallen bei Borodino; Bruder des Vorigen

### Cav
- Cavaignac, Louis-Eugène (1802–1857), französischer General, Staatspräsident, schlug den Aufstand von 1848 brutal nieder
- Cavaignac Jean Baptiste (1762–1829), französischer General
- Cavalier, Jean (1681–1740), Anführer der Camisards; britischer General und Gouverneur von Jersey
- Cavallero, Ugo (1880–1943), italienischer Marschall; Generalstabschef der Streitkräfte; Suizid
- Cavalli, Giovanni (1808–1879), italienischer General
- Cavan, Frederick Rudolf Lambart, 10. Earl of (1865–1946), britischer Feldmarschall im Ersten Weltkrieg; erfolgreichster britischer Korpskommandeur der Westfront; Chef des Generalstabs der Armee
- Cavendish-Bentinck, Lord George (1802–1848), britischer Militär und Politiker
- Cavendish-Bentinck, Lord William (1774–1839), britischer Heerführer und Staatsmann
- Caviglia, Enrico (1862–1945), italienischer Marschall und Senator; Kriegsminister; Gegner des Faschismus; 1943 Befehlshaber in Rom

### Cax
- Caxias, Louis Alves de Lima, duque de (1803–1880), brasilianischer General und Staatsmann

## Ch
- Challe, Maurice (1905–1979), französischer General und Mitglied der OAS
- Chalmers, James R. (1836–1913), Amerikanischer Bürgerkrieg
- Chamberlain, Joshua Lawrence (1828–1914), General im Amerikanischen Bürgerkrieg
- Chamberlain, Sir Neville Bowles (1820–1902), britischer Feldmarschall
- Championnet, Jean Etienne (1762–1800), französischer General der Revolution
- Chandos, James Brydges, 1. Duke of (1673–1744), Generalzahlmeister im Spanischen Erbfolgekrieg; Mäzen Händels
- Changarnier, Nicolas (1793–1877), französischer General und royalistischer Politiker; Generalgouverneur von Algerien
- Chanzy, Antoine (1823–1883), französischer General und Diplomat
- Chares, griechischer Feldherr des 4. Jahrhunderts v. Chr.
- Charette de la Contrie, François Athanase de (1763–1796), französischer Marineoffizier und einer der Anführer des Aufstandes der Vendée
- Chasot, Isaac François, comte de (1716–1797), General
- Chasot, Louis Auguste de (1763–1813), Kommandant von Berlin
- Chassé, David Henry Baron (1765–1849), niederländisch-belgischer General; genannt „Generaal Bajonet“
- Chasseloup-Laubat, François, marquis de (1754–1833), französischer General.
- Chasteler de Courcelles, Johann Gabriel Marquis (1763–1825), österreichischer Feldzeugmeister; hervorragender Truppenführer und Ingenieuroffizier.
- Chauncey, Isaac (1772–1840), US-amerikanischer Marineoffizier
- Chauvet, Jeremias von († 1696), kursächsischer Feldmarschall
- Chazal, Pierre (1808–1892), belgischer General und Staatsmann
- Chelmsford, Frederic Augustus Thesiger, 2. Baron (1827–1905), britischer General; Oberbefehlshaber der Briten im Zulukrieg
- Chesney, Francis Rawdon (1789–1872), britischer General und Forscher.
- Chesnut, James (1815–1885), Amerikanischer Bürgerkrieg, General und Politiker; Schwiegersohn von Stephen Decatur.
- Chetwode, Sir Philip, 1. Baron Chetwode, (1869–1950), britischer Feldmarschall; Kavallerieführer in Palästina und Oberbefehlshaber in Indien.
- Chevallerie, Kurt von der (1891–1945), deutscher General im Zweiten Weltkrieg; zuletzt Oberbefehlshaber der 1. Armee; vermisst.
- Chiarelli, Peter W., General der US Army, Vice Chief of Staff of the Army
- Chiang Kai-shek (1887–1975), chinesischer Politiker und Militärführer.
- Chipman, Dana K. (* 1958), Lieutenant General der US Army, Militärjurist, Judge Advocate General
- Chivington, John M. (1821–1894), US-amerikanischer Oberst; verantwortlicher Kommandierender des Sand-Creek-Massakers.
- Chłopicki, Józef (1771–1854), polnischer General
- Choderlos de Laclos, P. A. F. (1741–1803), französischer Militär und Schriftsteller.
- Chodkiewicz, Jan Karol (1560–1621), polnischer Feldherr
- Choiseul, Charles de, marquis de Praslin – Marschall von Frankreich
- Choltitz, Dietrich von (1894–1966), deutscher General, Wehrmachtbefehlshaber von Groß-Paris; verhinderte die Zerstörung der Stadt
- Christiansen, Friedrich (1879–1972), deutscher Luftwaffengeneral; Wehrmachtbefehlshaber in den Niederlanden; Kriegsverbrecher.
- Chruściel, Antoni (1895–1960), Offizier der polnischen Heimatarmee, Oberbefehlshaber des Warschauer Aufstandes 1944.
- Chrzanowski, Adalbert (1793–1861), polnischer General
- Chun Doo-hwan (1931–2021), südkoreanischer Militär und Staatschef

## Ci
- Cialdini, Enrico, Herzog von Gaeta, (1811–1892), italienischer Soldat, Politiker und Diplomat
- Civilis, Julius (* 25; † nach 70), um 70 Führer der Bataver

## Cl
- Claer, Eberhard von (1856–1945), Kommandierender General des VII. Armee-Korps
- Clam-Gallas, Eduard Graf von (1805–1891), österreichischer General der Kavallerie
- Clark, George Rogers (1752–1818), amerikanischer Frontiersman (Pionier) und Indianerkrieger
- Clark, Mark Wayne (1896–1984), amerikanischer General im Zweiten Weltkrieg und Koreakrieg
- Clark, Wesley Kanne (* 1944), US-amerikanischer Vier-Sterne-General, SACEUR 1997–2000, Oberbefehlshaber der NATO-Streitkräfte im Kosovokrieg
- Clark, Vernon E., US-amerikanischer Admiral; 27. Chief of Naval Operations der US-Navy
- Clarke d’Hunebourg, Henri, duc de Feltre, (1765–1818), französischer Marschall und Staatsmann irischer Abstammung
- Clauß, Wolf-Joachim (* 1950), Generalmajor der Bundeswehr; Amtschef Heeresamt
- Clausel, Bertrand (1772–1842), Marschall von Frankreich; Gouverneur von Algerien
- Clausewitz, Carl von (1780–1831), preußischer General und Militärtheoretiker
- Clay, Lucius D. (1898–1978), US-amerikanischer General im Zweiten Weltkrieg, Militärgouverneur in der amerikanischen Zone, Erfinder der Berliner Luftbrücke
- Cleburne, Patrick R. (1828–1864), Konföderiertengeneral im Amerikanischen Bürgerkrieg; „Stonewall of the West“
- Clerfait, Charles Joseph de Croix, Graf (1733–1798), österreichischer Feldmarschall
- Clermont, Louis de Bourbon-Condé, comte de (1709–1771), französischer General; Prinz von Geblüt; Oberbefehlshaber der Rheinarmee im Siebenjährigen Krieg; unterlag 1758 bei Krefeld dem Prinzen Ferdinand von Braunschweig;
- Clermont-Tonnerre, Aimé Marie Gaspard, Herzog von (1779–1865), französischer General und Minister
- Clinchant, Justin (1820–1881), französischer General
- Clinton, Sir Henry K.B. (1738–1795), Oberbefehlshaber der britischen Streitkräfte in Nordamerika während der amerikanischen Revolution
- Clinton, Sir William Henry G.C.B. (1769–1846), britischer Generalleutnant; Sohn des vorigen
- Clinton, Sir Henry K.B. (1771–1829), britischer Generalleutnant; Bruder des vorigen
- Clive, Robert, 1. Baron Clive of Plassey, (1725–1774), Clive of India; der Eroberer Bengalens
- Clößner, Erich-Heinrich (1888–1976), deutscher General der Infanterie im Zweiten Weltkrieg
- Cluseret, Gustave Paul (1823–1900), französischer General und Politiker; kämpfte im Amerikanischen Bürgerkrieg; Mitglied der Commune

## Co

### Coc
- Cochrane, Sir Alexander GCB (1758–1832), britischer Marineoffizier im Amerikanischen Unabhängigkeitskrieg, in den Koalitionskriegen und im Krieg von 1812
- Cochrane, Thomas, 10. Earl of Dundonald (1775–1860), britischer Admiral und Staatsmann
- Cochenhausen, Johann Friedrich von(1728–1793), hessischer Generalmajor und Ritter des Ordens pour la vertu militaire.
- von Cochenhausen, Christian Friedrich (1769–1839), deutscher Generalleutnant und Politiker
- von Cochenhausen, Friedrich (1879–1946), deutscher Generalleutnant und Autor
- von Cochenhausen, Conrad (1888–1941), deutscher Generalleutnant

### Cod
- Codrington, Sir Edward (1770–1851), britischer Admiral
- Codrington, Sir William John (1804–1884) englischer General

### Coe
- Coehoorn, Menno van, 1641–1704, holländischer Festungsbaumeister und General der Artillerie

### Col
- Colard, Hermann von (1857–1916), österreichischer General; Statthalter in Galizien, Lodomerien und Krakau; Präsident des Obersten Militär-Gerichtshofs
- Colborne, Sir John, 1. Baron Seaton, (1778–1863), britischer Feldmarschall; Oberbefehlshaber in Kanada
- Coler, Alwin Gustav von (1831–1901), Prof. Dr. med., Wirklicher Geheimer Obermedizinalrat, Generalstabsarzt, Generalleutnant, Reformator des Militärmedizinalwesens
- Coligny-d’Andelot, François de (1521–1569), französischer Hugenottenführer
- Coligny, Gaspard I. de, seigneur de Châtillon, († 1522), französischer Heerführer, seit 1516 Marschall von Frankreich
- Coligny, Gaspard II. de, seigneur de Châtillon, (1519–1572), französischer Admiral und Hugenottenführer, Sohn des vorigen
- Coligny, Gaspard III. de, duc de Châtillon, (1584–1646), französischer Heerführer, seit 1622 Marschall von Frankreich, Enkel des vorigen
- Collalto, Rambold XIII. von (1575/79–1630), Feldherr im Dreißigjährigen Krieg
- Collas, Johann Jakob von (1721–1792), königlich preußischer Offizier
- Collas, Paul von (1841–1910), königlich-preußischer General der Infanterie; 1898–1903 Gouverneur von Mainz
- Collenbach, Gabriel von  (1773–1840), österreichischer Feldmarschallleutnant
- Colletta, Pietro (1775–1831), neapolitanischer Kriegsminister
- Colleoni, Bartolomeo (1400–1475), venezianischer Condottiere
- Colley, George Pomeroy (1835–1881), britischer Generalmajor und Oberbefehlshaber im Ersten Burenkrieg
- Collingwood, Cuthbert, 1. Baron Collingwood, (1750–1810), britischer Admiral; Nachfolger Nelsons
- Collins, James Lawton (1882–1963), US-amerikanischer Armeeoffizier; Pershings Adjutant während der Strafexpedition nach Mexiko und während des Ersten Weltkrieges; Generalmajor
- Collins, Joseph Lawton (1896–1987), US-amerikanischer General
- Collinson, John C.B. (1859–1901), britischer Offizier; kommandierte bei der Schlacht von Omdurman eine Brigade
- Collinson, Sir Richard (1811–1883), britischer Admiral
- Colloredo-Mansfeld, Hieronymus Karl (1775–1822), österreichischer General
- Colloredo-Mels und Wallsee, Joseph Graf (1735–1818), österreichischer Minister und Feldmarschall
- Colloredo-Mels und Wallsee, Wenzel Joseph Graf (1738–1822), österreichischer Feldmarschall
- Colloredo-Waldsee, Hieronymus k.k. Kämmerer, (1582–1638)
- Colloredo-Waldsee, Rudolf Hieronymus Eusebius (1585–1657) Marschall
- Colomb, Enno von (1812–1886), preußischer General und Militärschriftsteller
- Colomb, Friedrich August Peter von (1775–1854), preußischer Kavalleriegeneral; Schwager Blüchers
- Colonna, Marcantonio (1535–1584), italienischer Admiral und Vizekönig von Sizilien
- Colonna, Prospero (1452–1523), italienischer Condottiere

### Con
- Concha, José Gutiérrez de la, marqués de La Habana, (1809–1895), spanischer General; Generalgouverneur von Kuba
- Concha e Irigoyen, Manuel Gutiérrez de la, 1. marqués del Duero, (1808–1874), spanischer General; Generalkapitän von Katalonien; Präsident des Hofkriegsrats
- Condé, Ludwig II. von Bourbon, Prinz von (1621–1686), französischer Feldherr im Dreißigjährigen Krieg und während der Fronde
- Congreve, Sir William, Bt., (1772–1828), britischer Artillerieoffizier und Erfinder
- Connaught, Arthur Wilhelm, Herzog von (1850–1942), britischer Feldmarschall; Generalgouverneur von Kanada
- Conner, David (1792–1856), US-amerikanischer Marineoffizier
- Conolly, Arthur (1807–1842), britischer Reisender, Militär und Diplomat
- Conrad von Hötzendorf, Franz Graf (1852–1925), k.u.k. Feldmarschall, Generalstabschef der österreich-ungarischen Armee im Ersten Weltkrieg
- Constantius Chlorus (um 250–306), römischer Kaiser
- Contades, Louis-Georges-Erasme, marquis de (1704–1793), französischer Heerführer; 1758 Marschall von Frankreich
- Conti, Torquato (1591–1636), kaiserlicher Generalfeldmarschall und päpstlicher General
- Contreras, Juan (1807–1881), spanischer General; Generalkapitän von Katalonien; Präsident der Revolutionsregierung
- Contreras, Juan Senen (1760–1826), spanischer General
- Conway, James T. (* 1947), Generalleutnant des US Marine Corps
- Conzelmann, Peter (Ü 1954), deutscher Brigadegeneral des Heeres

### Coo
- Cooke, Charles M. (1886–1970), US-amerikanischer Admiral; wichtigster Planungsoffizier Admiral Kings; 1945–1948 Befehlshaber der 7. Flotte im Westpazifik

### Cop
- Coppolani, Xavier (1866–1905), französischer Kolonialbeamter und der Gründer Mauretaniens

### Cor
- Corbulo, Gnaeus Domitius (ca. 7–67), römischer General, Großvater des Kaisers Domitian
- Córdoba, Francisco Fernández de, spanischer Conquistador
- Córdoba y Aguilar, Gonzalo Fernández de, genannt El Gran Capitán, (1453–1515), spanischer General, Heeresreformer und Staatsmann
- Córdova, Gonsalo Fernández de, Fürst von Maratra, (1585–1635), spanischer und kaiserlicher Feldherr im Dreißigjährigen Krieg
- Córdova, Luis Fernandez de (1798–1840), spanischer Generalkapitän
- Cornwallis, Charles Cornwallis, 1. Marquess (1738–1805), britischer Feldmarschall und Diplomat, Generalgouverneur von Indien, Vizekönig von Irland
- Cornwallis, Sir William (1744–1819), britischer Admiral, Bruder des vorigen
- Coronini-Cronberg, Johann Baptist Graf (1794–1880), österreichischer Feldmarschalleutnant
- Coronini-Cronberg, Franz (1833–1901), österreichischer Politiker
- Cortés, Hernán (1485–1547), spanischer Konquistador

### Cos
- Cosenz, Enrico (1820–1898), italienischer General, Chef des Generalstabs
- Cossé, Artus de (1512–1582), Marschall von Frankreich während der Religionskriege
- Cossé, Charles I. de, comte de Brissac, (1505–1563), Marschall von Frankreich und Diplomat
- Cossé, Charles II. de, duc de Brissac, (1550–1621), französischer General und Marschall von Frankreich, Sohn des vorherigen

### Cot
- Cota, Norman (1893–1971), US-amerikanischer General; Divisionskommandeur im Zweiten Weltkrieg
- Cotton, Sir Stapleton Bt., 1. Viscount Combermere, G.C.B. (1773–1865), britischer Feldmarschall, bedeutender Kavalleriegeneral im Krieg auf der Halbinsel

### Cou
- Courbet, Amédée Anatole (1827–1885), französischer Admiral
- Courtot de Cissey, Ernst Louis (1810–1882), französischer General und Staatsmann
- Cousin-Montauban, Charles, comte de Palikao, (1796–1878), französischer General und Staatsmann
- Couthon, Georges (1755–1794), französischer Revolutionsführer

## Cr
- Craig, Sir James (1748–1812), Generalgouverneur von Kanada
- Craig, Malin (1875–1945), US-amerikanischer 4-Sterne-General; 1935–1939 Chef des Stabes der US-Armee
- Cradock, Sir Christopher (1862–1914), britischer Admiral, gefallen vor Coronel
- Craddock, Bantz J. (* 1949), US-amerikanischer General, Kommandeur US Southern Command
- Cramer, Hans (1896–1968), Panzergeneral im Zweiten Weltkrieg; letzter Kommandeur des Deutschen Afrikakorps; 1943 Kriegsgefangenschaft
- Cramer von Clausbruch, Rudolf (1864–1916), deutscher Kolonialoffizier
- Craufurd, Sir Robert, genannt „Black Bob“, (1764–1812), britischer General im Krieg auf der Halbinsel; gefallen bei der Erstürmung von Ciudad Rodrigo
- Crealock, Henry Hope CB CMG (1831–1891), britischer General der Kolonialkriege; kommandierte die 1. Division gegen die Zulu
- Crealock, John North CB (1836–1895), britischer General der Kolonialkriege; Bruder des vorigen
- Crémer, Camille (1840–1876), französischer General
- Crenneville, Franz Folliot, Graf de (1815–1888), österreichischer General
- Charles I. de Blanchefort, marquis de Créqui (1578–1638), französischer Heerführer und Marschall von Frankreich
- Poix-Créquy, Charles III. de (1623–1687), französischer General und Diplomat; Sohn des vorigen
- Créquy, François, chevalier de, marquis de Marines, (1624–1687), Marschall von Frankreich; einer der erfolgreichsten Heerführer Ludwigs XIV.
- Crerar, Henry (1888–1965), kanadischer General im Zweiten Weltkrieg.
- Crist, George B. (1931–2024), General des US Marine Corps, Kommandeur des US Central Command
- Cromwell, Oliver (1599–1658), englischer Heerführer und Lordprotektor
- Croy, Charles Eugène de (1651–1702), kaiserlich-österreichischer und kaiserlich-russischer Feldmarschall
- Crüwell, Ludwig (1892–1958); General der Panzertruppe; 1941 Kommandierender General des Deutschen Afrikakorps; 1942 britische Kriegsgefangenschaft

## Cs
- Csoboth, István (* 1936), deutscher Brigadegeneral des Heeres der Bundeswehr
- Csorich von Monte Creto, Anton Freiherr von (1795–1864), österreichischer Feldzeugmeister, Geheimer Rat und Kriegsminister
- Csorich von Monte Creto, Alexander Franz Freiherr von (1772–1847), österreichischer Feldmarschallleutnant

## Cu
- Cui, César (1835–1918), russischer Komponist, Musikkritiker und Militäringenieur
- Cugia, Effinio (1818–1872), italienischer General; 1865–1866 Kriegsminister
- Cumberland, Ruprecht von der Pfalz, Herzog von (1619–1682), englischer Generalissimus und Admiral; Naturforscher, Künstler, Erfinder; Lord High Admiral; Sohn des Winterkönigs
- Cumberland, Wilhelm August, Herzog von (1721–1765), britischer Heerführer im Österreichischen Erbfolgekrieg, im Jakobiten-Aufstand und im Siebenjährigen Krieg
- Cunningham, Sir Alan GCMG, KCB, DSO, MC (1887–1983), britischer General im Zweiten Weltkrieg; Befehlshaber der 8. Armee in Nordafrika 1941
- Cunningham, Sir Andrew, 1. Viscount Cunningham of Hyndhope, OM, KT, GCB, DSO++ (1883–1963), britischer Flottenadmiral; 1939–42 und 1943 Marineoberbefehlshaber im Mittelmeer; 1943–46 Erster Seelord und Chef des Admiralstabs der Marine
- Curial, Philibert-Jean-Baptiste-François, comte (1774–1829), französischer Divisionsgeneral
- Curius, Manius, genannt Dentatus, († 270 v. Chr.), römischer Heerführer im Krieg gegen die Samniten
- Currie, Sir Arthur (1875–1933), kanadischer General im Ersten Weltkrieg
- Custer, George Armstrong (1839–1876), US-amerikanischer Brevet-General im Bürger- und Indianerkrieg; gefallen am Little Big Horn
- Custine, Adam-Philippe de, genannt général moustache, (1740–1793), französischer General im Revolutionskrieg; guillotiniert

## Cz
- Czarniecki, Stefan (1599–1665), polnischer Feldherr
- Czartoryski, Adam Kazimierz Fürst (1734–1823), Feldmarschall
- Czetz, Johann (1822–1904), Militärtechniker, Offizier und ungarischer Freiheitskämpfer
- Czibulka, Hubert von (1842–1914), österreichischer General der Infanterie